# Pierre Weczerka
Pierre Weczerka est un résistant français, né le 17 mars 1920 à Paris et mort le 16 août 1944 à Paris.

## Biographie
En 1943, Pierre Weczerka habite à Champs-sur-Marne et est instituteur à l'école primaire Paul-Doumer de Chelles. Recevant un ordre de réquisition pour le Service du travail obligatoire (STO), il décide de désobéir et rejoint la Résistance dans les Pyrénées, où il aide notamment à la récupération de parachutages.

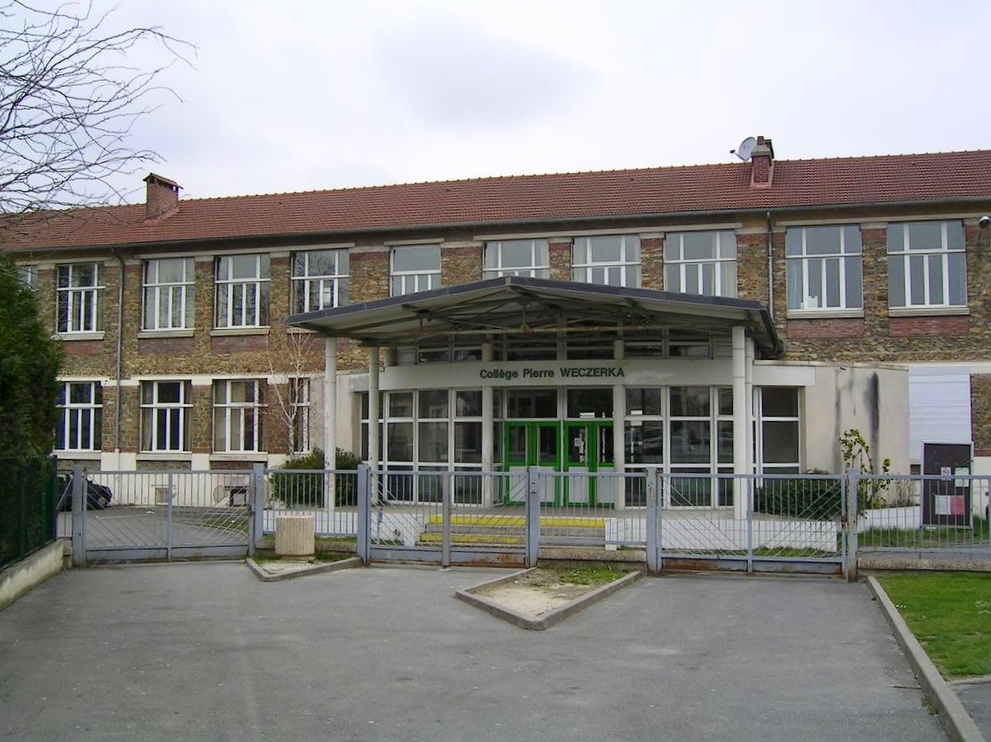
Le collège Pierre-Weczerka à Chelles.

En mars 1944, il revient à Chelles, avec une carte d'identité falsifiée. Il se retrouve alors dans le réseau de résistance Turma Vengeance (compagnie de Dourdan). Sous le pseudonyme d'« adjudant Renaud », il accomplit de nombreuses missions.
Le 16 août 1944, il est pris dans une embuscade en croyant rejoindre ses camarades pour une mission de récupération d'armes. Il est fusillé (comme le groupe des trente-cinq jeunes Chellois) à la cascade du bois de Boulogne.

## Hommages
Le 17 avril 1945, le secrétariat général aux Anciens combattants a attribué la mention « Mort pour la France » sur son acte de décès.
C'est en son hommage que, le 27 mai 1945, l'école Paul-Doumer de Chelles, où il avait été instituteur, a pris le nom de Pierre Weczerka ; aujourd'hui cette école est devenue un collège. Le conseil municipal de Champs-sur-Marne a également donné son nom à une rue de la ville.
En 1946, la médaille de la Résistance française lui a été attribuée à titre posthume,, puis en 1960, la médaille militaire et la croix de guerre avec palme,.

## Photo
- « Portrait de Pierre Weczerka »(Archive.org • Wikiwix • Archive.is • Google • Que faire ?)